# Ishaq Abdulrazak
Ishaq Abdulrazak (5 mei 2002) is een Nigeriaans voetballer die sinds 2022 onder contract staat bij RSC Anderlecht.

## Clubcarrière
Abdulrazak ruilde in 2020 de Unity Academy voor IFK Norrköping. Op 14 juni 2020 maakte hij er zijn officiële debuut in het eerste elftal: in de competitiewedstrijd tegen Kalmar FF (2-1-winst) viel hij in de 73e minuut in voor Sead Hakšabanović.
Op 20 juni 2022 kondigde RSC Anderlecht aan dat Abdulrazak een vierjarig contract bij hen had ondertekend.

## Clubstatistieken
| Seizoen | Club           | Land            | Competitie            | Competitie | Competitie | Beker | Beker | Europees | Europees | Totaal | Totaal |
| Seizoen | Club           | Land            | Competitie            | Wed.       | Dlp.       | Wed.  | Dlp.  | Wed.     | Dlp.     | Wed.   | Dlp.   |
| ------- | -------------- | --------------- | --------------------- | ---------- | ---------- | ----- | ----- | -------- | -------- | ------ | ------ |
| 2020    | IFK Norrköping | Vlag van Zweden | Allsvenskan           | 14         | 2          | 0     | 0     | —        | —        | 14     | 2      |
| 2021    | IFK Norrköping | Vlag van Zweden | Allsvenskan           | 30         | 0          | 5     | 0     | —        | —        | 35     | 0      |
| 2022    | IFK Norrköping | Vlag van Zweden | Allsvenskan           | 10         | 0          | 2     | 0     | —        | —        | 12     | 0      |
| 2022/23 | RSC Anderlecht | Vlag van België | Jupiler Pro League    | 3          | 0          | 0     | 0     | 3        | 0        | 6      | 0      |
| 2022/23 | RSCA Futures   | Vlag van België | Challenger Pro League | 18         | 2          | 0     | 0     | —        | —        | 18     | 2      |
| 2023/24 | →BK Häcken     | Vlag van Zweden | Allsvenskan           | 6          | 0          | 1     | 0     | 3        | 0        | 10     | 0      |
| Totaal  | Totaal         | Totaal          | Totaal                | 81         | 4          | 8     | 0     | 6        | 0        | 95     | 4      |